# HC Dukla Praha
HC Dukla Praha je český házenkářský klub. Dukla vyhrála tři tituly EHF Champions League a dosáhla dalších dvou finále. Klub také vyhrál 30 národních šampionátů.
Původně se jednalo o součást československého sportovního klubu podporujícího několik různých sportovních týmů, včetně fotbalu, který byl založen v roce 1948 jako ATK Praha a později přejmenován na Duklu Praha. Házenkářský tým Dukly Praha byl nejúspěšnějším československým házenkářským týmem. 1.Československou házenkářskou ligu vyhráli 28krát a po rozpuštění Československa dvakrát Českou extraligu v házené. V letech 1956, 1963 a 1984 vyhráli pohár mistrů Evropy (PMEZ nyní EHF Liga mistrů ) a v roce 1967 a 1968 skončili ve finále. V roce 1982 dosáhli finále Poháru vítězů pohárů EHF . V roce 1963 jim byla udělena týmová trofej československého sportovce roku.
Od roku 2006 hrál klub mimo Prahu v Lounech.

## Týmové úspěchy
- Mistr Československé ligy: 1950, 1953, 1954, 1955, 1956, 1958, 1959, 1961, 1962, 1963, 1964, 1965, 1966, 1967, 1970, 1977, 1979, 1980, 1982, 1983, 1984, 1985, 1986, 1987, 1988, 1990, 1991, 1992
- Mistr České ligy: 1993/94, 1994/95, 2010/11, 2016/17

## Evropský záznam
| Sezóna  | Soutěž    | Kolo | Klub             | 1. noha | 2. noha | Agregát |
| ------- | --------- | ---- | ---------------- | ------- | ------- | ------- |
|         |           |      |                  |         |         |         |
| 2016–17 | Pohár EHF | R1   | KH BESA Famiglia | 31–35   | 31–23   | 62–58   |
| 2016–17 | Pohár EHF | R2   | RK Nexe Našice   | 30–29   | 23–30   | 53–59   |